# اهلی کردن اسب

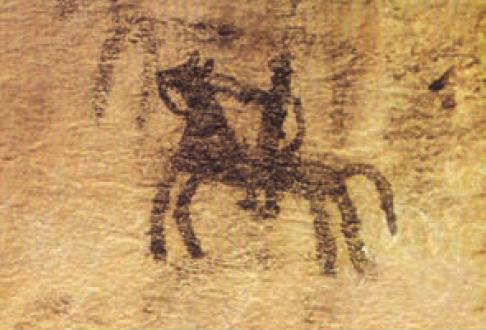
غار نگاری در غار دوشه، لرستان ایران، هزاره هشتم پیش از میلاد.

برخی از فرضیه‌ها در مورد بسیاری از مسائل مهم در مورد اهلی کردن اسب وجود دارد. اگرچه اسب‌ها در نقاشی‌های غارهای پارینه‌سنگی یافته شده از۳۰ هزار سال پیش از میلاد، و آن اسب‌ها، اسب‌های وحشی بودند و احتمالاً برای گوشتشان شکار می‌شدند.
اینکه به چه شکل و چه زمانی اسب‌ها اهلی شدند مورد اختلاف است. واضح‌ترین شواهد به ارابه‌های دفن‌شده در ۲۰۰۰ سال پیش از میلاد برمی‌گردد که نشان می‌دهد ابتدایی‌ترین استفاده از اسب در آن زمان به منظور حمل و نقل بوده و از آن زمان شواهد بسیاری تأیید کننده این است که اسب‌ها تقریباً ۳۵۰۰ سال پیش از میلاد در دشت‌های اوراسیا اهلی شده‌اند؛اکتشاف‌های اخیر در زمینه فرهنگ بوتایی نشان می‌دهد که سکونتگاه‌های بوتایی در استان آق مولا در قزاقستان از ابتدایی‌ترین مکان‌هایی است که در آن اسب‌ها اهلی شده‌اند.

## پیشینه
تاریخ اهلی شدن اسب‌ها به درجه «اهلی شدن» بستگی دارد. برخی از جانورشناسان «اهلی شدن» را کنترل انسان روی تولیدمثل تعریف می‌کنند، بدین معنی که با تغییر در اندازه و تغییر در جمعیت اسب‌های باستانی، می‌توان نمونه‌های اسکلت باستانی را تشخیص داد.

## فرایند اهلی کردن اسب‌ها
مطالعه ای در سال ۲۰۰۵، دی‌ان‌ای میتوکندریایی (mtDNA) محدوده‌ای جهانی از اسبیان، فسیل‌هایی به قدمت ۵۳۰۰۰ سال تا به اسب‌های امروزی را مورد تجزیه و تحلیل قرار داده‌است. [۹]

## شواهد ژنتیکی
مطالعه ای در سال ۲۰۱۴ دی ان ای استخوان‌های اسب‌های باستانی پیش از اهلی شدن را با دی ان ای اسب‌های امروزی مقایسه نمود و ۱۲۵ ژنی را که با اهلی شدن مرتبط بوده را کشف کرد. برخی از نظر جسمی بر رشد و پیشرفت ماهیچه‌ها و اندام‌ها و برخی بر قدرت قلب و تعادل تاثیرگذاشته است.

## شواهد باستان‌شناسی
شواهد برای اهلی کردن اسب از سه نوع منبع بدست می‌آید: ۱) تغییر در اسکلت و دندان اسب‌های باستانی؛ ۲) تغییر در توزیع جغرافیایی اسب‌های باستانی، به ویژه وارد شدن اسب به مناطقی که اسبهای وحشی در آن مناطق وجود نداشته‌اند؛ و ۳) اماکن باستان‌شناسی که در آنها آثار باستانی، تصاویر یا شواهدی از تغییر رفتار انسان در ارتباط با اسب به چشم می‌خورد.

## روش‌های اهلی کردن
اسبیان در اواخر آخرین دوره یخبندان در نیمکره غربی از بین رفتند. سؤالی که مطرح می‌شود این است که چرا و چگونه اسب‌های قاره اوراسیا به این سرنوشت دچار نشدند. بر اساس نظریه‌ها اهلی سازی باعث نجات این گونه شده‌است. در حالی که شرایط محیطی برای بقای اسب در اروپا نسبت به آمریکا بسیار مناسبتر از اوراسیا بود. عوامل استرس زایی که منجر به انقراض ماموت شدند، بر جمعیت اسب‌ها نیز تأثیر داشته‌است.

## رانندگی در مقابل سوارکاری
پرسش دشوار این است که آیا اسب‌های اهلی ابتدا سوار یا رانده می‌شدند. در حالی که بدون شک‌ترین شواهد نشان می‌دهد که اسب‌ها ابتدا برای کشیدن ارابه‌ها در جنگ استفاده می‌شدند. شواهد قوی گرچه غیرمستقیم وجود دارد که در ابتدا از اسب‌ها برای سوار شدن استفاده می‌شده، به خصوص توسط بوتایی‌ها. پوزه بند اسب‌ها کمی ممکن است با سوار شدن ارتباط داشته باشد، هرچند همان‌طور که هاکامور مدرن نشان می‌دهد، اسب‌ها را می‌توان با کمی طناب و با استفاده از دیگر تجهیزات لازم را در اطراف بینی، به راحتی سوار شد.

## اسب در جنگ تاریخی
در حالی که ممکن است سوارکاری در هزاره‌های ۴ و ۳ قبل از میلاد انجام شود و ناپدید شدن شهرک‌های «اروپای قدیم» ممکن است مربوط به حمله رزمندگان سوار بر اسب باشد، اما بیشترین تأثیر اسب‌ها در جنگ باستان با کشیدن ارابه‌ها، معرفی شده و به حدود ۲۰۰۰ سال پیش از میلاد برمیگردد.